# ويليام كارسون
ويليام كارسون (24 سبتمبر 1866 في نيوزيلندا - 4 سبتمبر 1955) (بالإنجليزية: William Carson)‏ هو لاعب كريكت نيوزلندي.

## وصلات خارجية
- ويليام كارسون على موقع إي آس بي آن كريك إنفو (الإنجليزية)